# 张守礼
张守礼（?—?），元朝大臣，字志道，元顺帝时中书左丞。
张守礼开始是察罕帖木儿的部将，至正十九年（1359年），跟随察罕帖木儿攻破汴梁路（今河南省开封市），击走红巾军首领刘福通。历任卫辉路总督、中书左司员外郎。至正二十七年（1367年）担任中书左丞。